# Pierre Brunet
Pierre Émile Ernest Brunet (Le Quesne, 28 giugno 1902 – Boyne City, 27 luglio 1991) è stato un pattinatore artistico su ghiaccio francese.
Ha vinto tre medaglie olimpiche, gareggiando nella disciplina a coppie con Andrée Brunet, sua moglie dal 1929.

## Palmarès
Individuale maschile
| Evento                    | 1924 | 1925 | 1926 | 1927 | 1928 | 1929 | 1930 | 1931 |
| ------------------------- | ---- | ---- | ---- | ---- | ---- | ---- | ---- | ---- |
| Giochi olimpici invernali | 8°   |      |      |      | 7°   |      |      |      |
| Campionati mondiali       |      |      |      |      |      |      |      | 9°   |
| Campionati francesi       | 1°   | 1°   |      | 1°   | 1°   | 1°   | 1°   | 1°   |

Coppie con Andrée Brunet
| Evento                    | 1924 | 1925 | 1926 | 1927 | 1928 | 1929 | 1930 | 1931 | 1932 | 1933 | 1934 | 1935 |
| ------------------------- | ---- | ---- | ---- | ---- | ---- | ---- | ---- | ---- | ---- | ---- | ---- | ---- |
| Giochi olimpici invernali | 3°   |      |      |      | 1°   |      |      |      | 1°   |      |      |      |
| Campionati mondiali       |      | 2°   | 1°   |      | 1°   |      | 1°   |      | 1°   |      |      |      |
| Campionati europei        |      |      |      |      |      |      |      |      | 1°   |      |      |      |
| Campionati francesi       | 1°   | 1°   | 1°   | 1°   | 1°   | 1°   | 1°   | 1°   | 1°   | 1°   |      | 1°   |